# Egyptiska museet
För andra betydelser, se Egyptiska museet (olika betydelser).

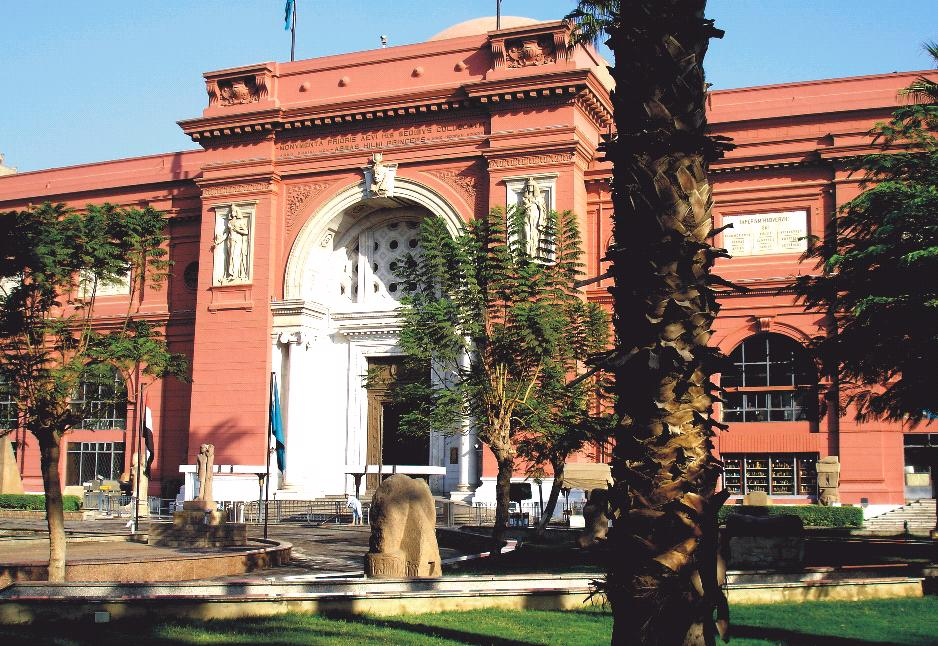
Egyptiska museet

Egyptiska museet är ett museum i Kairo som innehåller världens största samling antikviteter, huvudsakligen föremål från faraonernas tid. Egyptiska regeringen grundade 1835 det som idag är Egyptiska museet, främst för att stoppa plundringen av arkeologiska platser samt för att arrangera en utställning av insamlade konstföremål tillhörande staten. Distriktet Azbakeya i Kairo användes först som förvaringsplats för dessa föremål innan de flyttades till citadellet Saladin. 1858 färdigställdes ett museum i Boulag innehållande de föremål som den franske arkeologen Auguste Mariette (1821-1881) samlat in. 1880 flyttades samlingarna till ett annex i Giza-palatset tillhörande Ismail Pasha, Egyptens ledare.
Det nuvarande museet, specialritat av den franske arkitekten Marcel Dourgnon, byggdes 1900 i nyklassicistisk stil och är beläget vid Tahrirtorget i centrala Kairo. Det sägs att över 120 000 föremål visas här och att ytterligare 150 000 föremål finns förvarade i källaren. Museets stolthet är de konstföremål som räddades ur Tutankhamons grav. Här finns även andra intressanta föremål från det antika Egyptens historia, som exempelvis Narmerpaletten från cirka 3100 f.Kr. och mumier av faraoner från 18:e till 20:e dynastierna funna i Thebe. 
I samband med protesterna i Egypten 2011 förekom plundring på museet, då bland annat två mumier förstördes.